# Enrique Valentín Galli
 Enrique Valentín Galli (La Plata, provincia de Buenos Aires, 14 de febrero de 1896 - La Plata, provincia de Buenos Aires, 16 de octubre de 1958 fue un abogado, profesor universitario y ministro de la Corte Suprema de Justicia de Argentina.

## Actividad profesional y docente
Estudió  en la Facultad de Ciencias Jurídicas y Sociales de la Universidad Nacional de La Plata, donde se recibió de abogado en 1918 y se doctoró en 1922 con una tesis sobre Responsabilidad civil del Estado.
Al mismo tiempo que ejercía su profesión se incorporó como docente de la Facultad de Ciencias Jurídicas de La Plata en Derecho civil, curso de Obligaciones, en el que destacó hasta 1946 en que renunció por considerar que las autoridades de la intervención, condicionaban la libertad del profesor a las directivas del gobierno imperante. Después de ello fue presidente del Colegio de Abogados de La Plata y del Colegio de Abogados de la Provincia de Buenos Aires así como vicepresidente 1° de la Federación Argentina de Colegios de Abogados. Cuando en 1951 falleció el presidente de esta entidad, no aceptó su elección de titular que se le ofrecía.
Entre sus obras jurídicas se recuerdan Conversión de obligaciones naturales en obligaciones civiles, Ed. Jurídica Argentina, 1942, El Derecho de las Obligaciones en el proyecto de Código Civil argentino de 1936 Ed. Jurídica Argentina, 1939  y la actualización con textos de doctrina, legislación y jurisprudencia del tomo de Obligaciones en general del clásico Tratado de Derecho Civil de Raymundo Miguel Salvat.

## Designación en la Corte Suprema de Justicia
El presidente de facto Lonardi que había asumido el poder al ser derrocado Juan Domingo Perón lo designó juez de la Corte Suprema de Justicia por decreto del 6 de octubre de 1955 en reemplazo de los integrantes que habían sido removidos por decreto Nº 318 del 4 de octubre de 1955. Juró al igual que los otros nombrados el 7 de octubre del mismo año
Al asumir el gobierno constitucional encabezado por el presidente Arturo Frondizi presentó la renuncia el 8  de mayo de 1958, la cual le fue aceptada.
Compartió La Corte Suprema en distintos momentos con Alfredo Orgaz, Manuel José Argañarás, Benjamín Villegas Basavilbaso, Carlos Herrera y Jorge Vera Vallejo.
Falleció en La Plata el 16 de octubre de 1958.

## Valoración
Tuvo en la Corte Suprema una labor honesta y responsable y con humildad dejó de lado la disidencia personal cuando sus concepciones no se imponían. Alfredo Orgaz lo definió como persona de conducta íntegra.
Augusto Mario Morello, por su parte, dijo de Galli:

”… …referente cabal de nuestra noble actividad… estuvo al frente del Colegio de Abogados de La Plata entre 1948 y 1955, en horas difíciles. Nubes y sombras opacaban en la segunda parte de esos períodos la libertad y las garantías de los ciudadanos y complicaban el desempeño pleno de nuestro cometido enfrentado a excesos del poder y a un debilitamiento de los resortes y contrapesos de la Sociedad y de la Justicia. El horizonte de dignidad institucional quedó afectado y las circunstancias llevaron a que el Colegio desplegara una presencia activa que fue impecable y constante….

como Presidente del Colegio y en nombre de todos los abogados…. puso el máximo cuidado, competencia en el saber jurídico, serena sensatez de juicio y circunspección. Característica suya fue la de la firmeza ética (Kant) de quien no se deja dominar ni abatir. Nunca obró en contra de sus convicciones, a las que estaba adherido e integraban su yo confiable.”

En su homenaje, lleva su nombre la biblioteca del Colegio de Abogados de La Plata